# Jon Gaztañaga Arrospide
Jon Gaztañaga Arrospide (Andoain, Guipúscoa, 28 de juny de 1991) és un futbolista professional basc que juga com a cefensa central a l'AEL Limassol xipriota.

## Carrera de club
Gaztañaga és producte del planter de la Reial Societat. Va debutar com a sènior amb la Reial Societat B, i hi va jugar diverses temporades a la Segona Divisió B després d'assolir un ascens des de la Tercera Divisió la temporada 2009–10.
El 18 d'agost de 2013, Gaztañaga va debutar amb el primer equip, entrant com a suplent de Gorka Elustondo als darrers minuts d'una victòria per 2–0 en un partit de La Liga a casa contra el Getafe CF. La seva primera aparició en Lliga de Campions de la UEFA fou el 10 de desembre, entrant per Mikel González en una derrota a casa per 0-1 contra el Bayer 04 Leverkusen a la fase de grups de la Lliga de Campions de la UEFA 2013–14.
A començaments del 2014, Gaztañaga va renovar el seu contracte amb la Reial Societat fins al 2016, i fou definitivament promocionat al primer equip el maig. El 26 de gener de 2015, després de jugar esporàdicament durant la primera meitat de la temporada, va marxar cedit a la SD Ponferradina de Segona Divisió fins al juny.
El 9 de juliol de 2015, Gaztañaga fou cedit al CD Numancia per un any. El 22 d'agots de 2017, va signar per tres anys amb el Gimnàstic de Tarragona, també de segona divisió, després de trencar la relació amb el Sanse.
El 13 de juny de 2018, Gaztañaga va acabar contracte amb el Nàstic. El 20 d'agost va marxar a l'estranger per primer cop en la seva carrera, per anar a l'AEL Limassol de la primera divisió xipriota. Cinc dies després va debutar-hi, entrant com a suplent per Marko Adamović en una victòria per 1–0 a la lliga contra l'Ermis Aradippou FC.

## Carrera internacional
Gaztañaga fou convocat per la selecció espanyola sub-17 per disputar el Campionat d'Europa sub-17 de la UEFA 2008. Va jugar com a titular a la final contra França, que va acabar en una victòria per 4–0.
Gaztañaga fou convocat per la selecció espanyola sub-18 per la no oficial Copa del Atlántico 2009, que Espanya va guanyar.